# Natalia Levtchenkova
Natalia Viktorovna Levtchenkova (en russe : Наталья Викторовна Левченкова), née le 30 juillet 1977 à Smolensk en Union soviétique, est une biathlète moldave d'origine russe.

## Biographie
En 1997, pour ses débuts internationaux, elle récolte deux médailles de bronze aux Championnats du monde junior.
Elle commence sa carrière en Coupe du monde en 2003 pour la Moldavie, après avoir échoué à obtenir sa sélection avec la Russie, mais est ensuite disqualifiée de l'ensemble de la saison 2003-2004.
Elle a notamment terminé huitième de l'individuel 15 km lors des Jeux olympiques d'hiver de 2006 organisés à Turin, peu après avoir obtenu son meilleur résultat en Coupe du monde à Antholz avec une septième place sur la mass start. Lors des Championnats du monde, elle a terminé aussi deux fois huitième (individuel en 2008 et poursuite en 2009). Elle termine la saison 2008-2009 au vingtième rang mondial, ce qui est son meilleur classement, grâce notamment à une nouvelle septième place sur une mass start. Sa carrière s'est achevée en 2011, notamment à cause du manque de soutien de sa fédération.

## Palmarès

### Jeux olympiques
| Épreuve / Édition                         | Individuel | Sprint | Poursuite | Départ groupé | Relais |
| Jeux olympiques d'hiver de 2006 Turin     | 8e         | 41e    | 23e       | 21e           |        |
| Jeux olympiques d'hiver de 2010 Vancouver | 36e        | 52e    | 55e       |               |        |

### Championnats du monde
| Mondiaux \ Épreuve | Individuel | Sprint | Poursuite | Départ groupé | Relais | Relais mixte |
| 2005 Hochfilzen    | 13e        | 27e    | 11e       | 24e           |        |              |
| 2008 Östersund     | 8e         | 44e    | 42e       | 23e           |        |              |
| 2009 Pyeongchang   | 18e        | 43e    | 8e        | 25e           |        |              |

### Coupe du monde
- Meilleur classement général : 20e en 2009.
- Meilleur résultat individuel : 7e place.

#### Classements en Coupe du monde
| Saison    | Classement général final | Individuel | Sprint | Poursuite | Mass start |
| 2004-2005 | 42e                      | 34e        | 52e    | 35e       | 40e        |
| 2005-2006 | 33e                      | 24e        | 37e    | 31e       | 27e        |
|           |                          |            |        |           |            |
| 2007-2008 | 41e                      | 8e         | 47e    | 42e       | 42e        |
| 2008-2009 | 20e                      | 22e        | 20e    | 21e       | 19e        |
| 2009-2010 | 42e                      | 19e        | 52e    | 59e       | 44e        |

### Championnats d'Europe
- Médaille d'or de l'individuel en 2008.

### Championnats du monde junior
- Médaille de bronze de l'individuel et du relais en 1997.

### Championnats du monde de biathlon d'été
- Médaille d'or du relais en 1999.
- Médaille d'argent du sprint en 1999.
- Médaille de bronze de la poursuite en 1999 et 2008.
- Médaille de bronze du sprint en 2009.

### IBU Cup
- 1 podium.